# Cité Salvador Sanfuentes
El Cité Salvador Sanfuentes es un conjunto habitacional distinguido por su claro y efectivo diseño para las clases obreras y medias,  es un complejo residencial y comercial ubicado en la calle Salvador Sanfuentes 2350-2354 construido por el arquitecto Ricardo Larraín Bravo, en 1929.

## Características
El barrio República es famoso por sus grandes palacetes de la "Belle Epoque", y por sus numerosos centros educacionales, que lo han convertido en el "Barrio Universitario de Santiago". Entre las calles se pueden encontrar también algunos buenos exponentes del cité capitalino, como este ubicado en la calle Salvador Sanfuentes 2350-2354, erigido en estilo "Art Déco", y que aún conserva parte importante de su decoración original.